# Нонейм Джейн
Ада Мей Джонсон (нар. 27 березня 1977, Абердін, Вашингтон, США)), відома як Нонейм Джейн (англ. Noname Jane) та Вайолет Блу  — американська акторка, колишня порноакторка.

## Раннє життя
Народилася 27 березня 1977 року в Абердині, штат Вашингтон. Має індіанські (черокі), голландські, англійські і французькі корені. Втратила цноту в 13 років. У 16 років почала вивчати магію і чаклунство. У 21 рік була посвячена в Орден східних тамплієрів, релігійної організації Телеми.

## Порноіндустрія
Працювала стриптизеркою в Солт-Лейк-Сіті, і коли порнографічні журнали не зацікавилися нею, потрапила в порноіндустрію в Лос-Анджелесі. Знялася в понад 300 порнофільмах під ім'ям «Вайолет Блу», деякі з яких були зняті порностудіями Wicked Pictures і Vivid Entertainment. Фільми стали популярні в Японії, і вона знялася у двох порнофільмах з японськими акторами. Її представляло агентство Gold Star Modeling.

### Вихід з порноіндустрії
У квітні 2005 року Ада Джонсон оголосила, що в травні повернеться в рідний штат Вашингтон, а її чоловік залишиться в Лос-Анджелесі, щоб продовжувати працювати на порнографа Стоуні Кертіса (Stoney Curtis). Її мати купила будинок, в якому вона житиме. Вона повідомила, що хоче допомогти піклуватися про хворого батька і дати синові здорову обстановку. Її як і раніше представлятиме Gold Star Modeling.
У серпні 2006 оголосила електронною поштою, що більше не виступатиме в порносценах з чоловіками, бажаючи моногамних стосунків з Діком Дейнджером (Dick Danger). У травні 200народила другу дитину, доньку Clover. 
У більшості фільмів використовувала псевдонім «Вайолет Блу», поки в 2007 році письменниця і секс-педагогиня Вайолет Блу не подала судовий позов за порушення авторських прав. Псевдонім було спочатку змінено на «Віолетта Блу», а потім на «Нонейм Джейн».
Також вона веде інтернет-радіошоу «Рецепти сексу» (Recipes for Sex) на KSEX. У липні 2007 року оголосила про «розпродаж пам'ятних речей», запропонувавши одяг, який носила, і секс-іграшки, які використовувала у фотосесіях і порнофільмах.
У січні 2009 року оголосила в своєму блозі на Myspace, що відновить зйомки з чоловіками. У серпні 2010 заявила, що зніматиметься тільки з Діком Дейнджером.

## Премії і номінації
- 2002 AVN Award — Краща нова старлетка
- 2003 AVN Award — краща актриса другого плану (номінація)
- 2003 AVN Awards — краща сцена групового сексу — за Heroin (номінація)[12]
- 2003 XRCO Award — краща групова сцена — за Heroin (номінація)[13]